# Táska
Táska is een plaats (község) en gemeente in het Hongaarse comitaat Somogy. Táska telt 488 inwoners (2001).